# Friedrich Ferdinand Jacob Dumoulin
Friedrich Ferdinand Jacob Dumoulin (1776 - 1845) was een generaal-majoor in Pruisische dienst die op 15 augustus 1835 door koning Willem I der Nederlanden, groothertog van Luxemburg, tot commandeur in de Militaire Willems-Orde werd benoemd voor zijn verdiensten voor de bosbouw in Luxemburg, meer in het bijzonder het domein Grünenwald.
De vorst zelf en generaal Jhr. Jan Willem Janssens, de kanselier van de Militaire Willems-Orde, hadden voor de Militaire Willems-Orde als beleid geformuleerd dat, zeker in de hogere graden, de Orde uitsluitend voor dapperheid en bijzondere verdiensten in de oorlog gereserveerd zou moeten worden.
Luxemburg bezat echter nog geen eigen ridderorden en was dus op de Nederlandse orden aangewezen. Dumoulin was in dat kader al op 26 maart 1831 tot officier van de Militaire Willems-Orde benoemd. De benoeming van een houtvester, hoe hooggeplaatst ook, in de Nederlandse militaire orde in een graad die eigenlijk voor zegevierende legercommandanten bedoeld was, was echter volledig in tegenspraak met het beleid van deze orde. De bevordering tot commandeur was dan ook niet onomstreden. Van Zelm van Eldik omschrijft deze bevordering als "buitenissig" en "niet zonder druk tot stand gekomen".
In 1842 was Dumoulin ook een van de eerste commandeur met Ster in de pas ingestelde Orde van de Eikenkroon.